# Olympische Winterspiele 2022/Teilnehmer (Slowakei)
| Gelbes Symbol für Goldmedaillen mit stilisierten Olympischen Ringen | Graues Symbol für Silbermedaillen mit stilisierten Olympischen Ringen | Braundes Symbol für Bronzemedaillen mit stilisierten Olympischen Ringen |
| ------------------------------------------------------------------- | --------------------------------------------------------------------- | ----------------------------------------------------------------------- |
| 1                                                                   | —                                                                     | 1                                                                       |

Die Slowakei nahm an den Olympischen Winterspielen 2022 in Peking mit 50 Athleten, davon 37 Männer und 13 Frauen, in sieben Sportarten teil. Es war die achte Teilnahme des Landes an Olympischen Winterspielen.

## Medaillenspiegel
| Rang   | Sportart  | Gold | Silber | Bronze | Gesamt |
| ------ | --------- | ---- | ------ | ------ | ------ |
| 1      | Ski Alpin | 1    | —      | —      | 1      |
| 2      | Eishockey | —    | —      | 1      | 1      |
| Gesamt | Gesamt    | 1    | 0      | 1      | 2      |

## Medaillengewinner
| Namen | Sportart  | Wettkampf |
| --- | --------- | --------- |
| Gold |           |           |
| Petra Vlhová | Ski Alpin | Slalom    |
| Bronze |           |           |
| Michal Čajkovský Peter Cehlárik Peter Čerešňák Marek Ďaloga Marko Daňo Martin Gernát Adrián Holešinský Marek Hrivík Libor Hudáček Tomáš Jurčo Miloš Kelemen Samuel Kňažko Branislav Konrád Michal Krištof Martin Marinčin Šimon Nemec Kristián Pospíšil Pavol Regenda Miloš Roman Mislav Rosandič Patrik Rybár Juraj Slafkovský Samuel Takáč Matej Tomek Peter Zuzin | Eishockey | Herren    |

## Teilnehmer nach Sportarten

### Biathlon
| Athleten                                                                 | Wettbewerbe         | Zeit        | Fehler      | Rang |
| ------------------------------------------------------------------------ | ------------------- | ----------- | ----------- | ---- |
| Frauen                                                                   |                     |             |             |      |
| Ivona Fialková                                                           | 7,5 km Sprint       | 23:11,8 min | 4 (1+3)     | 41   |
| Ivona Fialková                                                           | 10 km Verfolgung    | 40:06,3 min | 7 (0+4+1+2) | 36   |
| Ivona Fialková                                                           | 15 km Einzel        | 49:54,2 min | 6 (0+4+1+1) | 42   |
| Paulína Fialková                                                         | 7,5 km Sprint       | 22:12,0 min | 1 (0+1)     | 14   |
| Paulína Fialková                                                         | 10 km Verfolgung    | 37:25,7 min | 2 (0+2+0+0) | 10   |
| Paulína Fialková                                                         | 12,5 km Massenstart | 44:04,8 min | 8 (0+3+1+4) | 26   |
| Paulína Fialková                                                         | 15 km Einzel        | 49:10,7 min | 4 (0+2+1+1) | 42   |
| Henrieta Horvátová                                                       | 7,5 km Sprint       | 24:20,7 min | 1 (1+0)     | 72   |
| Henrieta Horvátová                                                       | 15 km Einzel        | 52:16,1 min | 3 (0+1+1+1) | 68   |
| Veronika Machyniaková                                                    | 7,5 km Sprint       | 26:13,2 min | 3 (2+1)     | 88   |
| Veronika Machyniaková                                                    | 15 km Einzel        | 55:21,7 min | 5 (1+2+0+2) | 83   |
| Ivona Fialková Paulína Fialková Henrieta Horvátová Veronika Machyniaková | 4 × 6-km-Staffel    | LAP         | LAP         | 19   |
| Männer                                                                   |                     |             |             |      |
| Matej Baloga                                                             | 10 km Sprint        | 27:41,3 min | 1 (0+1)     | 85   |
| Matej Baloga                                                             | 20 km Einzel        | 58:47,1 min | 4 (0+1+1+2) | 84   |
| Šimon Bartko                                                             | 10 km Sprint        | 26:58,8 min | 3 (2+1)     | 65   |
| Šimon Bartko                                                             | 20 km Einzel        | 59:47,8 min | 7 (2+3+1+1) | 88   |
| Michal Šíma                                                              | 10 km Sprint        | 27:02,3 min | 1 (1+0)     | 68   |
| Michal Šíma                                                              | 20 km Einzel        | 54:09,0 min | 2 (0+1+0+1) | 43   |
| Tomáš Sklenárik                                                          | 10 km Sprint        | 27:46,3 min | 3 (1+2)     | 87   |
| Tomáš Sklenárik                                                          | 20 km Einzel        | 58:08,1 min | 5 (2+2+1+0) | 80   |
| Matej Baloga Šimon Bartko Michal Šíma Tomáš Sklenárik                    | 4 × 7,5-km-Staffel  | LAP         | LAP         | 21   |
| Mixed                                                                    |                     |             |             |      |
| Ivona Fialková Paulína Fialková Michal Šíma Tomáš Sklenárik              | 4 × 6-km-Staffel    | LAP         | LAP         | 17   |

### Bob
| Athleten           | Wettbewerb | Lauf 1      | Lauf 1 | Lauf 2      | Lauf 2 | Lauf 3      | Lauf 3 | Lauf 4      | Lauf 4 | Gesamt      | Gesamt |
| Athleten           | Wettbewerb | Zeit        | Rang   | Zeit        | Rang   | Zeit        | Rang   | Zeit        | Rang   | Zeit        | Rang   |
| ------------------ | ---------- | ----------- | ------ | ----------- | ------ | ----------- | ------ | ----------- | ------ | ----------- | ------ |
| Frauen             |            |             |        |             |        |             |        |             |        |             |        |
| Viktória Čerňanská | Monobob    | 1:05,75 min | 12     | 1:06,41 min | 15     | 1:06,62 min | 18     | 1:06,47 min | 15     | 4:25,25 min | 17     |

### Eishockey
| Wettbewerb                 | Männer |
| -------------------------- | --- |
| Athleten                   | Michal Čajkovský Peter Cehlárik Peter Čerešňák Marek Ďaloga Marko Daňo Martin Gernát Adrián Holešinský Marek Hrivík Libor Hudáček Tomáš Jurčo Miloš Kelemen Samuel Kňažko Branislav Konrád Michal Krištof Martin Marinčin Šimon Nemec Kristián Pospíšil Pavol Regenda Miloš Roman Mislav Rosandič Patrik Rybár Juraj Slafkovský Samuel Takáč Matej Tomek Peter Zuzin |
| Trainer                    | Craig Ramsay |
| Gruppenphase               | Finnland 2:6 (1:3, 1:1, 0:2) Schweden 1:4 (0:3, 0:0, 1:1) Lettland 5:2 (1:1, 2:0, 2:1) |
| Viertelfinal-Qualifikation | Deutschland 4:0 (1:0, 2:0, 1:0) |
| Viertelfinale              | Vereinigte Staaten 3:2 n. P. (1:1, 0:1, 1:0, 0:0, 1:0) |
| Halbfinale                 | Finnland 0:2 (0:1, 0:0, 0:1) |
| Spiel um Platz 3           | Schweden 4:0 (0:0, 2:0, 2:0) |
| Platzierung                | Bronze |

### Rennrodeln
| Athlet                                                    | Wettbewerb   | Lauf 1       | Lauf 1 | Lauf 2   | Lauf 2 | Lauf 3   | Lauf 3 | Lauf 4        | Lauf 4        | Gesamt        | Gesamt        |
| Athlet                                                    | Wettbewerb   | Zeit         | Rang   | Zeit     | Rang   | Zeit     | Rang   | Zeit          | Rang          | Zeit          | Rang          |
| --------------------------------------------------------- | ------------ | ------------ | ------ | -------- | ------ | -------- | ------ | ------------- | ------------- | ------------- | ------------- |
| Frauen                                                    |              |              |        |          |        |          |        |               |               |               |               |
| Katarína Šimoňáková                                       | Einsitzer    | 1:00,124 min | 27     | 59,851 s | 24     | 59,761 s | 26     | ausgeschieden | ausgeschieden | 2:59,736 min  | 25            |
| Männer                                                    |              |              |        |          |        |          |        |               |               |               |               |
| Jozef Ninis                                               | Einsitzer    | 58,205 s     | 18     | 58,764 s | 19     | 58,856 s | 23     | ausgeschieden | ausgeschieden | 2:55,825 min  | 21            |
| Marián Skupek                                             | Einsitzer    | 58,956 s     | 26     | 58,976 s | 23     | 59,051 s | 27     | ausgeschieden | ausgeschieden | 2:56,983 min  | 26            |
| Tomáš Vaverčák Matej Zmij                                 | Doppelsitzer | 1:00,138 min | 15     | 59,704 s | 13     | —        | —      | —             | —             | 1:59,842 min  | 13            |
| Mixed                                                     |              |              |        |          |        |          |        |               |               |               |               |
| Katarína Šimoňáková Jozef Ninis Tomáš Vaverčák Matej Zmij | Teamstaffel  | DNF          | DNF    | —        | —      | —        | —      | —             | —             | ausgeschieden | ausgeschieden |

### Ski Alpin
| Athleten       | Wettbewerbe  | 1. Lauf     | 1. Lauf | 2. Lauf       | 2. Lauf       | Gesamt        | Gesamt        |
| Athleten       | Wettbewerbe  | Zeit        | Rang    | Zeit          | Rang          | Zeit          | Rang          |
| -------------- | ------------ | ----------- | ------- | ------------- | ------------- | ------------- | ------------- |
| Frauen         |              |             |         |               |               |               |               |
| Petra Hromcová | Super-G      | —           | —       | —             | —             | 1:20,11 min   | 38            |
| Rebeka Jančová | Riesenslalom | 1:06,56 min | 48      | DNF           | DNF           | DNF           | DNF           |
| Rebeka Jančová | Slalom       | DNF         | DNF     | ausgeschieden | ausgeschieden | ausgeschieden | ausgeschieden |
| Rebeka Jančová | Super-G      | —           | —       | —             | —             | 1:20,18 min   | 39            |
| Petra Vlhová   | Riesenslalom | 59,34 s     | 13      | 58,81 s       | 16            | 1:58,15 min   | 14            |
| Petra Vlhová   | Slalom       | 52,89 s     | 8       | 52,09 s       | 1             | 1:44,98 min   | Gold          |
| Männer         |              |             |         |               |               |               |               |
| Adam Žampa     | Riesenslalom | 1:05,86 min | 21      | 1:08,05 min   | 16            | 2:13,91 min   | 15            |
| Adam Žampa     | Slalom       | 57,76 s     | 32      | 53,25 s       | 25            | 1:51,01 min   | 25            |
| Andreas Žampa  | Riesenslalom | 1:06,15 min | 23      | 1:08,16 min   | 17            | 2:14,31 min   | 16            |
| Andreas Žampa  | Slalom       | 58,06 s     | 33      | DNF           | DNF           | DNF           | DNF           |

| Athleten                                               | Wettbewerbe | Achtelfinale       | Achtelfinale | Viertelfinale | Viertelfinale | Halbfinale    | Halbfinale    | Finale        | Finale        | Rang |
| Athleten                                               | Wettbewerbe | Gegner             | Punkte       | Gegner        | Punkte        | Gegner        | Punkte        | Gegner        | Punkte        | Rang |
| ------------------------------------------------------ | ----------- | ------------------ | ------------ | ------------- | ------------- | ------------- | ------------- | ------------- | ------------- | ---- |
| Mixed                                                  |             |                    |              |               |               |               |               |               |               |      |
| Petra Hromcová Rebeka Jančová Adam Žampa Andreas Žampa | Mannschaft  | Vereinigte Staaten | 1:3          | ausgeschieden | ausgeschieden | ausgeschieden | ausgeschieden | ausgeschieden | ausgeschieden | 12   |

### Skilanglauf
| Athleten           | Wettbewerbe       | Zeit        | Rang |
| ------------------ | ----------------- | ----------- | ---- |
| Frauen             |                   |             |      |
| Barbora Klementová | 10 km Klassisch   | 34:59,2 min | 77   |
| Alena Procházková  | 10 km Klassisch   | 33:18,2 min | 65   |
| Kristína Sivoková  | 10 km Klassisch   | 36:12,6 min | 81   |
| Männer             |                   |             |      |
| Ján Koristek       | 30 km Skiathlon   | 1:25:38,7 h | 45   |
| Ján Koristek       | 50 km Freier Stil | 1:17:26,0 h | 40   |
| Peter Mlynár       | 15 km Klassisch   | 42:49,9 min | 58   |

| Athleten           | Wettbewerbe | Qualifikation | Qualifikation | Viertelfinale | Viertelfinale | Halbfinale    | Halbfinale    | Finale        | Finale        | Rang |
| Athleten           | Wettbewerbe | Zeit          | Rang          | Zeit          | Rang          | Zeit          | Rang          | Zeit          | Rang          | Rang |
| ------------------ | ----------- | ------------- | ------------- | ------------- | ------------- | ------------- | ------------- | ------------- | ------------- | ---- |
| Frauen             |             |               |               |               |               |               |               |               |               |      |
| Barbora Klementová | Sprint      | 3:34,87 min   | 57            | ausgeschieden | ausgeschieden | ausgeschieden | ausgeschieden | ausgeschieden | ausgeschieden | 57   |
| Alena Procházková  | Sprint      | 3:36,84 min   | 63            | ausgeschieden | ausgeschieden | ausgeschieden | ausgeschieden | ausgeschieden | ausgeschieden | 63   |
| Kristína Sivoková  | Sprint      | 3:46,25 min   | 72            | ausgeschieden | ausgeschieden | ausgeschieden | ausgeschieden | ausgeschieden | ausgeschieden | 72   |

### Snowboard
| Athleten        | Wettbewerbe | Qualifikation | Qualifikation | Finale        | Finale        | Rang |
| Athleten        | Wettbewerbe | Punkte        | Rang          | Punkte        | Rang          | Rang |
| --------------- | ----------- | ------------- | ------------- | ------------- | ------------- | ---- |
| Frauen          |             |               |               |               |               |      |
| Klaudia Medlová | Big Air     | 113,25        | 16            | ausgeschieden | ausgeschieden | 16   |
| Klaudia Medlová | Slopestyle  | DNS           | DNS           | DNS           | DNS           | DNS  |